# Угљеш
Угљеш је насељено место у Барањи, у саставу општине Дарда, Осјечко-барањска жупанија, Република Хрватска.

## Историја
До територијалне реорганизације у Хрватској налазио се у саставу бивше велике општине Бели Манастир.

## Становништво
На попису становништва 2011. године, Угљеш је имао 507 становника.

### Број становника по пописима
| Националност   | 2001. | 1991. | 1981. | 1971. | 1961. | 1953. | 1948. | 1931. | 1921. | 1910. | 1900. | 1890. | 1880. | 1869. | 1857. |
| бр. становника | 597   | 653   | 630   | 502   | 349   | 308   | 259   | %     | %     | 288   | 196   | %     | %     | %     | %     |

- напомене:

Од 1880. до 1931. исказује се као део насеља, а од 1948. као самостално насеље. У 1880., 1890., 1921. и 1931. подаци су садржани у насељу Дарда. У 1991. повећано припајањем дела подручја насеља Нови Чеминац, општина Чеминац. До 1981. део података садржан је у насељу Нови Чеминац.

### Национални састав
| Националност       | 2001.        | 1991.        | 1981.        | 1971.        | 1961.        |
| Срби               | 513 (85,92%) | 582 (89,12%) | 440 (69,84%) | 461 (91,83%) | 292 (83,66%) |
| Хрвати             | 48 (8,04%)   | 19 (2,90%)   | 52 (8,25%)   | 16 (3,18%)   | 35 (10,02%)  |
| Југословени        | 0            | 16 (2,45%)   | 108 (17,14%) | 0            | 0            |
| остали и непознато | 36 (6,03%)   | 36 (5,51%)   | 30 (4,76%)   | 25 (4,98%)   | 22 (6,30%)   |
| Укупно             | 597          | 653          | 630          | 502          | 349          |

## Попис 1991.
На попису становништва 1991. године, насељено место Угљеш је имало 653 становника, следећег националног састава:
| Попис 1991.‍  | Попис 1991.‍  | Попис 1991.‍ | Попис 1991.‍ | Попис 1991.‍ |
| ------------ | ------------ | ----------- | ----------- | ----------- |
|              |              |             |             |             |
| Срби         | Срби         |             | 582         | 89,12%      |
| Хрвати       | Хрвати       |             | 19          | 2,90%       |
| Југословени  | Југословени  |             | 16          | 2,45%       |
| Мађари       | Мађари       |             | 9           | 1,37%       |
| Црногорци    | Црногорци    |             | 3           | 0,45%       |
| Муслимани    | Муслимани    |             | 1           | 0,15%       |
| Румуни       | Румуни       |             | 1           | 0,15%       |
| Словенци     | Словенци     |             | 1           | 0,15%       |
| неопредељени | неопредељени |             | 16          | 2,45%       |
| регион. опр. | регион. опр. |             | 1           | 0,15%       |
| непознато    | непознато    |             | 4           | 0,61%       |
| укупно: 653  |              |             |             |             |

## Извор
- ЦД-ром: „Насеља и становништво РХ од 1857-2001. године“, Издање Државног завода за статистику Републике Хрватске, Загреб, 2005.